# Lista artiștilor ai Fearless Records
Acesta listă prezintă artiștii actuali și din trecut care au semnat contracte cu casa de discuri Fearless Records.

## 0–9
- 30 Foot Fall (inactiv)

## A
- Alesana (în trecut)
- The Almighty Trigger Happy (în trecut)
- Anatomy of a Ghost (inactiv)
- Artist vs. Poet (în trecut)
- At the Drive-In (inactiv)
- The Aquabats
- Amely (inactiv)

## B
- Bazookas Go Bang! (în trecut)
- Beefcake (inactiv)
- Bickley (inactiv)
- Bigwig (în trecut)
- Blessthefall
- Blount (inactiv)
- Brazil (inactiv)
- Breathe Carolina

## C
- Chuck (inactiv)
- Chunk! No, Captain Chunk!
- Classic Case (inactiv)
- Cruiserweight (inactiv)

## D
- Dead Lazlo's Place (în trecut)
- Drunk In Public (inactiv)
- Dynamite Boy (inactiv)

## E
- Eve 6
- Every Avenue (hiatus)
- Eye Alaska (inactiv)

## F
- Family Values (inactiv)
- Fed Up (inactiv)
- For All Those Sleeping
- Forever the Sickest Kids
- The Fully Down (inactiv)
- Funeral Party (în trecut)

## G
- Gatsbys American Dream (în trecut)
- Get Scared
- Glasseater (inactiv)
- Glue Gun (în trecut)
- Gob (în trecut)
- Go Radio
- Grabbers (inactiv)

## J
- Junction 18 (inactiv)

## K
- Keepsake (inactiv)
- The Killing Moon (în trecut)
- The Kinison (inactiv)
- Knockout (în trecut)

## L
- Let's Get It (inactiv)
- Logan Square (în trecut)
- Lonely Kings (în trecut)
- Lostprophets

## M
- The Maine (în trecut)
- Mayday Parade
- The Morning Light (inactiv)
- Motherfist (inactiv)
- Motionless In White

## N
- Near Miss (inactiv)
- Nipdrivers (inactiv)

## O
- The Outline (în trecut)

## P
- Pierce the Veil
- Plain White T's (în trecut)
- Portugal. The Man (în trecut)

## R
- Red Fish (inactiv)
- Rock Kills Kid (inactiv)
- RPM (inactiv)

## S
- A Skylit Drive
- So They Say (inactiv)
- Sparks the Rescue (în trecut)
- The Static Jacks (în trecut)
- A Static Lullaby (inactiv)
- Straight Faced (inactiv)
- Sugarcult (hiatus)
- The Summer Set

## T
- Tonight Alive

## U
- Upon This Dawning

## W
- White Kaps (inactiv)
- The Word Alive

## Y
- Yesterdays Rising (inactiv)